# Laurie Warder
Laurie Warder (Sydney, 23 de outubro de 1962) é um ex-tenista profissional australiano.
Laurie Warder foi campeão de Grand Slam em duplas.